# دم، دردونی
دم، دردونی (به فرانسوی: Domme) یک کمون در فرانسه است که در Canton of Domme واقع شده‌است.

## خصوصیات
دم ۲۴٫۹۱ کیلومترمربع مساحت و ۱٬۰۰۴ نفر جمعیت دارد.